# هاسابیت هلدینگ
هاسابیت هلدینگ (انگلیسی: Habasit Holding) شرکت خودروسازی سوئیسی است، که در سال ۱۹۴۶ توسط فرناند هابگر تأسیس شد.